# Twinkletoes
Twinkletoes  is een compositie van de Amerikaan Don Gillis.
Naast zijn serieuze werken als symfonie en concert componeerde Gillis ook tussendoortjes. Twinkletoes was een idee voor een ballet dat zou gaan over een mank meisje dat na een operatie zodanig herstelde dat ze ballerina kon worden. Het idee bleek in de ogen van de componist uiteindelijk niet origineel genoeg om het voort te zetten. Van het oorspronkelijke werk zijn enkele delen bewaard gebleven, waaronder dit miniatuurtje. De muziek van Twinkletoes doet sterk denken aan de lichte muziek uit de jaren 50, het zou zo maar de leader kunnen zijn voor het televisieprogramma Toen was geluk heel gewoon. Er gaat eenzelfde sfeer van uit. Vrolijk en weemoedig. Basis voor het werkje is een jazzritme. De manke danseres komt diverse keren terug in het stuk als zijnde de percussie die af en toe een slag uit de maat geeft.
Het is onduidelijk wanneer Gillis het werk gecomponeerd heeft. Bekend is dat hij het idee vatte toen hij op tournee was met het Symphony of the Air, de opvolger van het NBC Symphony. Sommige delen zijn uit 1956, anderen uit 1958. De onduidelijkheid neemt toe, als bekend is dat er opnamen van zijn, gemaakt door het Orchestra da Camera uit Rome, maar men weet niet wanneer en waar die hebben plaatsgevonden en of ze ook uitgegeven zijn.

## Bron en discografie
- Uitgave Albany Records: Sinfonia Varsovia o.l.v. Ian Hobson

## Media
1. ↑  Twinkletoes door Sinfonia Varsovia o.l.v. Ian Hobson